# Jake Borelli
Jake Borelli (sinh ngày 13 tháng 5 năm 1991) là một nam diễn viên người Mỹ. Anh được biết đến nhiều nhất qua vai diễn Wolfgang trong loạt phim hài kịch The Thundermans (2015–2018) của Nickelodeon, và vai diễn bác sĩ Levi Schmitt trong phim chính kịch thể loại y học của đài ABC Grey's Anatomy (2017–nay).

## Thuở thiếu thời
Borelli sinh tại Columbus, Ohio và là con của Linda Borelli và Mike Borelli. Anh có hai anh trai là Ben và Zack. Anh thích vẽ tranh, nghệ thuật và từng cân nhắc đến việc vào học ở một trường nghệ thuật khi giành chiến thắng trong một cuộc thi nghệ thuật toàn quốc vào năm cuối trung học. Vào năm 2009, anh tốt nghiệp Trường Trung học Upper Arlington và đỗ vào các trường Đại học California tại Los Angeles và Đại học Tiểu bang Ohio, nhưng đã quyết định chuyển đến Los Angeles để theo đuổi sự nghiệp diễn xuất. Trong thời gian ở Columbus, Borelli cũng biểu diễn trong hơn 12 chương trình tại Nhà hát Thiếu nhi Columbus, với một số vai diễn có thể kể đến như trong Cheaper by the Dozen, The Lion, The Witch and The Wardrobe, Wiley and the Hairy Man and Holes.

## Sự nghiệp
Sau khi chuyển đến Los Angeles, Borelli nhanh chóng đảm nhận các vai diễn trong các chương trình truyền hình như iCarly, Parenthood, NCIS: Los Angeles, True Jackson, VP, Greek và Suburgatory. Anh cũng xuất hiện trong một số bộ phim ngắn...
Vào năm 2017, anh đóng một vai diễn trong bộ phim hài kịch, chính kịch Reality High của Netflix. Cũng trong năm này, có thông báo cho biết Borelli sẽ vào vai bác sĩ thực tập Levi Schmitt trong Grey's Anatomy.

## Đời tư
Borelli công khai là người đồng tính trên Instagram vào tháng 11 năm 2018, không lâu sau khi tập thứ 6 trong mùa thứ 15 của Grey's Anatomy được phát sóng. Trong tập này, vai diễn của anh, bác sĩ Levi Schmitt, cũng công khai là người đồng tính.

## Danh sách phim

### Phim
| Năm  | Tựa đề                        | Vai diễn      | Ghi chú   |
| ---- | ----------------------------- | ------------- | --------- |
| 2011 | Elf Employment                | Harlan        | Phim ngắn |
| 2012 | Nesting                       | Josh          |           |
| 2015 | Meanamorphosis                | Bryce         | Phim ngắn |
| 2017 | Reality High                  | Freddie Myers |           |
| 2017 | In Searching                  | Jon           |           |
| 2019 | A Cohort of Guests            | The Guest     | Phim ngắn |
| 2019 | How's the World Treating You? | Gin           | Phim ngắn |

### Truyền hình
| Năm       | Tựa đề                             | Vai diễn            | Ghi chú                                            |
| --------- | ---------------------------------- | ------------------- | -------------------------------------------------- |
| 2009      | Psych: Flashback to the Teen Years | Teenage Shawn       | Vai chính; 3 tập                                   |
| 2010      | iCarly                             | Roy                 | Episode: "iSpace Out"                              |
| 2010      | The Forgotten                      | High School Guy     | Tập "Donovan Doe"                                  |
| 2010      | Parenthood                         | Steve's Friend      | Tập "Team Braverman"                               |
| 2010      | NCIS: Los Angeles                  | Stefan Maragos      | Tập "Little Angels"                                |
| 2010      | True Jackson, VP                   | Harvey              | Vai diễn định kỳ; 2 tập                            |
| 2011      | Greek                              | OX Pledge #1        | Vai diễn định kỳ; 2 tập                            |
| 2011      | Suburgatory                        | Boy                 | Tập "Charity Case"                                 |
| 2012      | CeReality                          | Josh                | Tập "The Breakfast Table of Terror"                |
| 2014      | Gang Related                       | Andy Schiller       | Tập "Invierno Cayó"                                |
| 2015–2018 | The Thundermans                    | Wolfgang            | Vai diễn định kỳ                                   |
| 2016      | NCIS                               | Dean Campbell       | Tập "React"                                        |
| 2017–nay  | Grey's Anatomy                     | Bác sĩ Levi Schmitt | Định kỳ (Mùa 14–15) Chính (Mùa 16–nay) 38 episodes |
| 2018      | Grey's Anatomy: B-Team             | Bác sĩ Levi Schmitt | Chương trình chiếu mạng của ABC; 3 tập             |
| 2018–2019 | Station 19                         | Bác sĩ Levi Schmitt | Vai diễn định kỳ; 3 tập                            |
| 2020      | The Thing About Harry              | Sam Baselli         | Phim truyền hình                                   |